# Échangeur de Cuy
Het Échangeur de Cuy is een snelwegknooppunt in de Franse regio Bourgogne-Franche-Comté. Op dit knooppunt bij de plaats Cuy sluit de A19 aan op de A5.

## Bouwvorm
Het knooppunt is een half-sterknooppunt.